# Affare XYZ

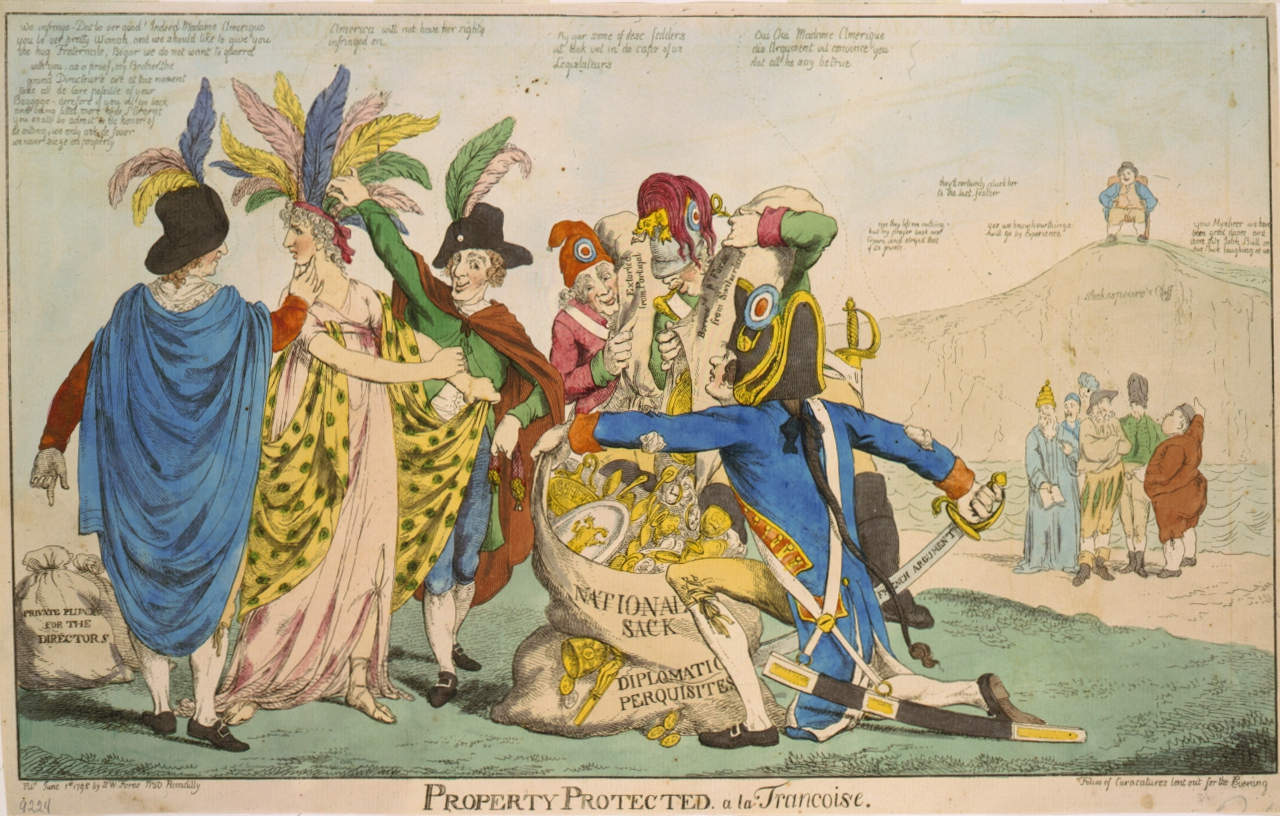
Una caricatura politica britannica dell'epoca che raffigura la vicenda: gli Stati Uniti (l'America) sono rappresentati dalla donna, che viene borseggiata da cinque francesi. Il gruppetto a destra rappresenta altri paesi europei; John Bull, che impersona la Gran Bretagna, siede ridendo su una collina.

L'affare XYZ fu un episodio politico e diplomatico che ebbe luogo tra il 1797 e il 1798, nei primi mesi d'amministrazione della presidenza di John Adams, e coinvolse gli Stati Uniti d'America e la Francia repubblicana, evolvendosi fino a portare ad una guerra non dichiarata tra le due nazioni nota come quasi-guerra. Il nome deriva dall'utilizzo nei documenti pubblici rilasciati dall'amministrazione Adams delle lettere X, Y e Z al posto dei nomi dei diplomatici francesi coinvolti.
Alla fine del XVIII secolo, il governo rivoluzionario francese, rappresentato dal Direttorio, incontrava grossi problemi a finanziare le sue guerre in Europa. Molti leader francesi erano inoltre irritati del fatto che gli Stati Uniti avessero stipulato il trattato di Jay con la Gran Bretagna nel 1794. Di conseguenza nel 1796 i francesi decisero di emettere un ordine che consentiva alla Marina francese il sequestro di navi mercantili statunitensi, accuratamente programmato per catturarne di sorpresa il maggior numero possibile. Il presidente John Adams inviò nel luglio 1797 tre diplomatici statunitensi per tentare di ripristinare l'armonia tra gli Stati Uniti e la Francia: Charles Cotesworth Pinckney, John Marshall e Elbridge Gerry. Questi però non riuscirono a ottenere un incontro ufficiale con il ministro degli Esteri francese, il marchese Charles-Maurice de Talleyrand-Périgord, e furono invece avvicinati attraverso canali informali da agenti del ministro, il britannico Nicholas Hubbard (successivamente indicato con la lettera W), Jean Hottinguer (X), Pierre Bellamy (Y) e Lucien Hauteval (Z), che chiesero tangenti per il marchese e un prestito agevolato per la Francia prima d'intavolare un qualsiasi tipo di negoziato formale.
Sebbene richieste del genere non fossero rare nella diplomazia europea del tempo, gli statunitensi ne rimasero scandalizzati e alla fine lasciarono la Francia senza impegnarsi in negoziati formali, anche perché erano molto scettici sul fatto che una qualunque concessione avesse potuto determinare un reale cambio di rotta nella politica francese. Solo Gerry, nel tentativo di evitare una guerra aperta, rimase ancora per diversi mesi e i suoi scambi diplomatici con Talleyrand posero le basi per la successiva fine delle ostilità diplomatiche e militari. La notizia del fallimento della missione diplomatica provocò una tempesta politica negli Stati Uniti e scatenò un'ondata di risentimento antifrancese in tutto il paese, portando di fatto le due nazioni alla succitata quasi-guerra (1798-1800). I federalisti, che controllavano il governo statunitense, approfittarono dell'ira nazionale per ricostruire militarmente la nazione. Attaccarono inoltre i jeffersoniani Repubblicani per la loro posizione filo-francese, ed Elbridge Gerry (non schierato politicamente in quel momento) per il suo ruolo nel fallimento della missione. La pace fu restaurata con la convenzione del 1800, conosciuta anche come trattato di Mortefontaine.

## Contesto storico e politico negli Stati Uniti d'America e in Francia

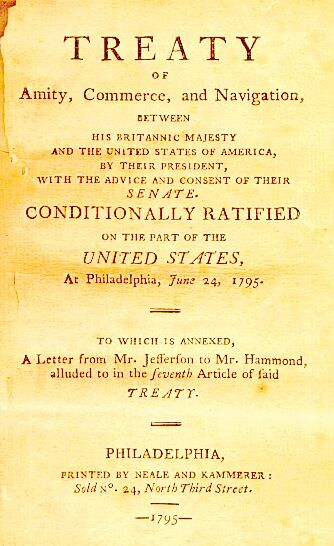
Prima pagina di un fac-simile della ratifica del trattato di Jay

### Situazione negli Stati Uniti d'America
Il Regno di Francia era stato un sostegno cruciale degli Stati Uniti d'America durante la guerra d'indipendenza americana fin dalle sue prime fasi. Sulla scia della Rivoluzione francese del 1789, le relazioni tra la nuova Repubblica francese e l'amministrazione statunitense del presidente George Washington sarebbero però divenute ben presto tese. Se in un primo momento gli statunitensi avevano infatti salutato con grande entusiasmo l'avvento della libertà in Francia e la proclamazione della Repubblica, poco dopo le violenze e gli abusi perpetrati dalla Convenzione nazionale diminuirono sensibilmente le simpatie verso i rivoluzionari. Quando nel 1792 la Francia e il resto d'Europa entrarono in guerra Washington, John Adams e altri federalisti, pur esultando per le prime vittorie delle armate repubblicane nella guerra della prima coalizione, sostennero per contro che gli Stati Uniti fossero troppo deboli e che avessero solo da perdere a farsi coinvolgere e cercarono di tenersene fuori; tuttavia la Francia e la Gran Bretagna, in quanto maggiori potenze navali coinvolte nella guerra, iniziarono a sequestrare le navi delle potenze neutrali (comprese quelle degli Stati Uniti) che commerciavano con i loro nemici. Nel 1795 il presidente statunitense promulgò quindi un proclama di neutralità che dichiarò gli Stati Uniti liberi da ogni obbligo militare verso le nazioni europee e stabilì che essi avrebbero continuato a commerciare e collaborare sia con la Francia che con la Gran Bretagna.
In realtà nel 1794 gli Stati Uniti e la Gran Bretagna avevano già ratificato il Treaty of Amity, Commerce, and Navigation, Between His Britannic Majesty and The United States of America (Trattato di Amicizia, Commercio e Navigazione tra Sua Maestà Britannica e gli Stati Uniti d'America), comunemente noto come "trattato di Jay". Tra i ranghi di conservatori e federalisti in quel momento alla maggioranza, infatti, la sensazione era che la Francia sarebbe stata per lungo tempo paralizzata dall'anarchia e i loro rappresentanti non erano disposti a legare troppo intimamente le sorti della loro giovane nazione a quelle di un'altra dominata da un'estrema incertezza politica, preferendo invece riallacciare relazioni più forti con la ex madrepatria. Il governo francese si dimostrò estremamente irritato dall'accordo che, tra l'altro, concedeva alla Gran Bretagna lo status di partner commerciale privilegiato degli Stati Uniti. La Marina francese intensificò quindi i suoi sforzi per interdire il commercio statunitense con la Gran Bretagna.

Quando John Adams assunse la presidenza, nei primi mesi del 1797, la questione stava già raggiungendo le proporzioni di una crisi. Nel mese di marzo dello stesso anno il presidente Adams apprese che la Repubblica Francese, a causa della spirale di questa crisi, aveva rifiutato di ricevere Charles Cotesworth Pinckney quando era arrivato a Parigi nel dicembre 1796 per presentare le sue credenziali come ambasciatore degli Stati Uniti e che le navi mercantili americane venivano sequestrate anche nei Caraibi. Temendo addirittura l'arresto, Pinckney aveva preferito riparare nei Paesi Bassi. L'opinione pubblica statunitense si dimostrò inizialmente largamente divisa sulle relazioni politiche da tenere con la Francia: i federalisti, sotto la direzione di Alexander Hamilton, utilizzarono questi eventi per accendere nei cittadini statunitensi sentimenti di ostilità contro la Francia e optarono per una linea dura, dichiarandosi favorevoli all'incremento delle spese per la difesa, senza però ancora sostenere la necessità di una guerra; i jeffersoniani dal canto loro espressero da subito solidarietà con gli ideali repubblicani dei rivoluzionari francesi e non vollero essere visti come collaboratori dell'amministrazione federalista di Adams: Thomas Jefferson guardava infatti ai federalisti come monarchici troppo legati alla Gran Bretagna e quindi ostili ai valori statunitensi: 
(Thomas Jefferson, "Letter to William Short" (3 gennaio 1793), Thomas Jefferson Papers at the Library of Congress, Series 1, Reel 17)
 Più tardi avrebbe visto nella Francia repubblicana la sola alleata affidabile per la neonata nazione americana. Il futuro terzo presidente degli Stati Uniti sosteneva che bisognasse auspicarsi che la Francia vincesse la guerra contro l'Inghilterra, e che 
(Thomas Jefferson, lettera a Thomas Mann Randolph, 11 gennaio, 1798)

### Situazione in Francia

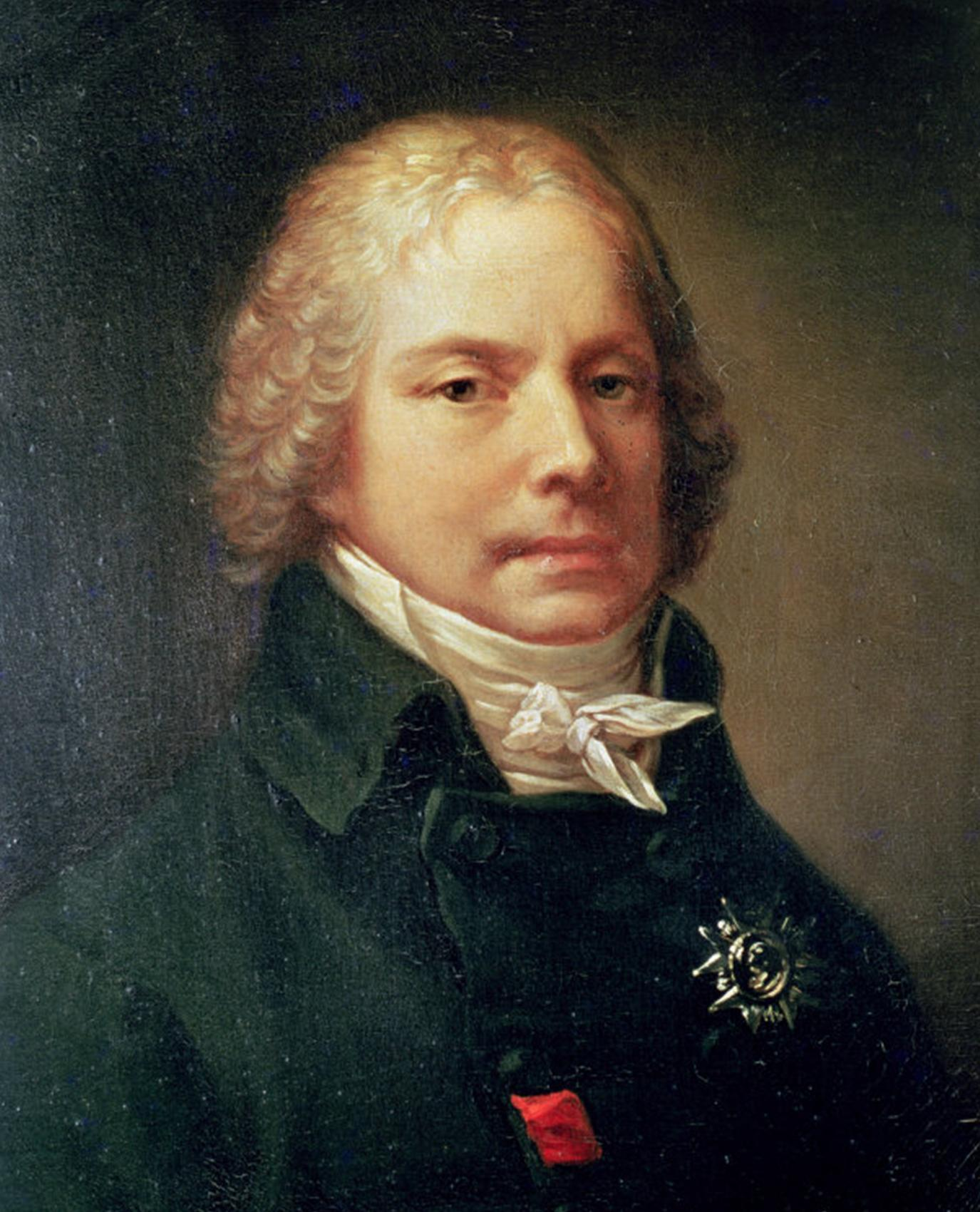
Charles-Maurice de Talleyrand in un ritratto di Pierre Paul Prud'hon

La Prima Repubblica francese, costituita nel 1792 al culmine della Rivoluzione, era governata nel 1797 da un'assemblea legislativa bicamerale (composta dal Consiglio degli Anziani e dal Consiglio dei Cinquecento), con un Direttorio di cinque membri in qualità di esecutivo collegiale nazionale. Il Direttorio era dilaniato sia da dure lotte di potere interne che da conflitti con il Consiglio dei Cinquecento, la camera bassa della legislatura. Nella prima metà del 1797 ebbero luogo alcune modifiche ministeriali, tra cui in luglio la nomina a Ministro degli esteri della Repubblica di Charles-Maurice de Talleyrand da parte del capo del Direttorio Paul Barras. Talleyrand, che aveva di recente trascorso alcuni anni di esilio negli Stati Uniti, durante i quali aveva intessuto importanti relazioni di amicizia con influenti politici d'Oltreoceano, era apertamente preoccupato dell'instaurarsi di legami più stretti tra gli Stati Uniti e la Gran Bretagna. Il Direttorio, già in genere non ben disposto verso gli interessi statunitensi, diventò loro notevolmente più ostile nel mese di settembre 1797, quando un colpo di Stato interno favorì l'insediamento di nuovi esponenti anti-statunitensi.
Questi leader, compreso Talleyrand, vedevano il presidente Adams ostile ai loro interessi, anche se non ritenevano che ci fossero significativi e reali pericoli di guerra. Basandosi in parte sui consigli impartiti ai diplomatici francesi da Thomas Jefferson, che si opponeva ad accordi frettolosi, Talleyrand decise quindi di adottare una misurata e lenta strategia dilatoria negli imminenti negoziati. Il ministro francese aveva infatti intenzione di mantenere la pace e far cessare quanto prima gli attacchi contro le navi mercantili statunitensi, anche perché la riteneva una strategia folle a lungo termine e molti suoi sostenitori avevano notevoli interessi economici in importanti imprese statunitensi, ma voleva in primo luogo aumentare la propria ricchezza personale e rafforzare la sua posizione politica all'interno del governo del Direttorio; a questo assicurò che avrebbe trattato solo con Elbridge Gerry, il commissario statunitense ritenuto più amichevole per gli interessi francesi.

## Invio della commissione diplomatica in Francia

### Scelta dei membri

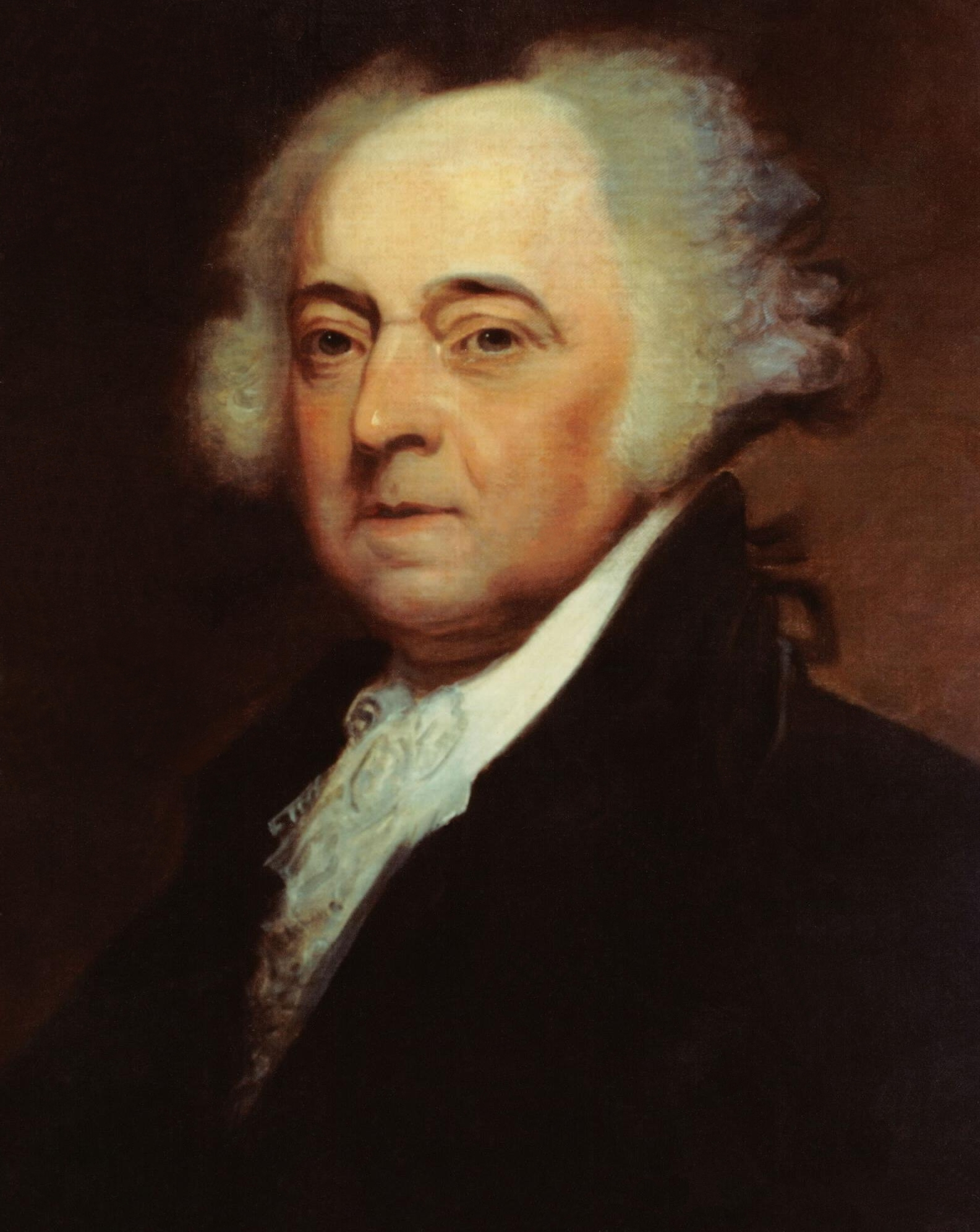
John Adams (1735-1826), 2º presidente degli Stati Uniti d'America.

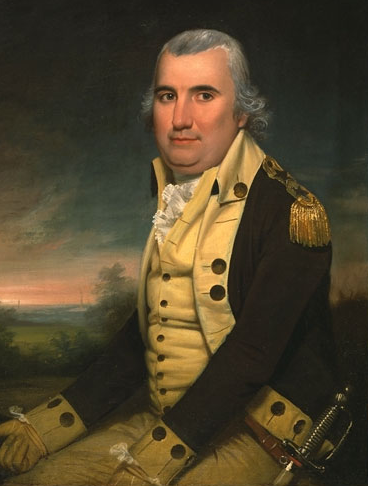
Charles Cotesworth Pinckney, a capo della commissione statunitense.

Alla fine di maggio del 1797 il gabinetto di Adams si riunì per discutere delle relazioni con i francesi e per selezionare una commissione diplomatica speciale da inviare in Francia. La scelta degli uomini che avrebbero dovuto farvi parte fu molto tribolata. Per unirsi a Pinckney in Europa e portare avanti i negoziati, Adams propose inizialmente i nomi di James Madison e Elbridge Gerry. Il nome di Madison, cofondatore del partito di opposizione Democratico-Repubblicano, incontrò subito a Washington l'ostinata resistenza dei federalisti più duri e di membri del suo stesso governo. Questi trovavano Madison inaccettabile, ma Adams cercò d'imporsi, sostenendo che non avrebbe permesso che il suo gabinetto venisse influenzato da politiche di partito. In risposta, il Segretario al tesoro degli Stati Uniti d'America Oliver Wolcott Jr. minacciò di dimettersi. Adams fece marcia indietro e informò Jefferson che Madison aveva rifiutato la nomina. Agli occhi di Jefferson, però, questo testimoniava l'incapacità di Adams di resistere ai membri del suo partito, scavando una spaccatura tra i due padri fondatori, che sarebbe durata per molti anni a venire. Adams propose quindi John Marshall ma a questo punto il suo governo contestò la scelta di Gerry, in quanto non ritenuto un convinto federalista. Al posto di Gerry fu quindi scelto Francis Dana, ma questi rifiutò l'incarico e Adams, che considerava Gerry uno dei «due uomini più imparziali in America» (l'altro era lui stesso), questa volta s'impose e presentò il suo nome al Senato degli Stati Uniti al posto di Dana senza consultare il suo gabinetto.
Nell'introdurre la questione al Congresso, Adams fece un discorso alquanto bellicoso in cui chiese una vigorosa difesa della neutralità della nazione, chiarendo come fosse necessario «mettere il nostro paese in una posizione di adeguata difesa» favorendo l'espansione della United States Navy o Marina degli Stati Uniti, ma evitò di sollecitare esplicitamente una guerra contro la Francia. Il Congresso approvò la scelta d'inviare in Francia dei commissari diplomatici e Adams li istruì autorizzandoli a negoziare termini simili a quelli che erano stati concessi alla Gran Bretagna nel trattato di Jay. Ai commissari fu imposto di rifiutare qualunque richiesta di prestiti, ma di essere flessibili nella disposizione dei termini di pagamento per le restanti questioni finanziarie. Marshall partì per l'Europa per unirsi a Pinckney a metà luglio, seguito da Gerry poche settimane dopo. 
Le divisioni politiche tra i membri della Commissione si riflettevano nei loro differenti atteggiamenti verso i negoziati: Marshall e Pinckney, entrambi federalisti, diffidavano dei francesi, mentre Gerry (che non apparteneva allora a nessun partito politico) era disposto a essere flessibile nei loro confronti e a non affrettare troppo le trattative.

### Primi incontri

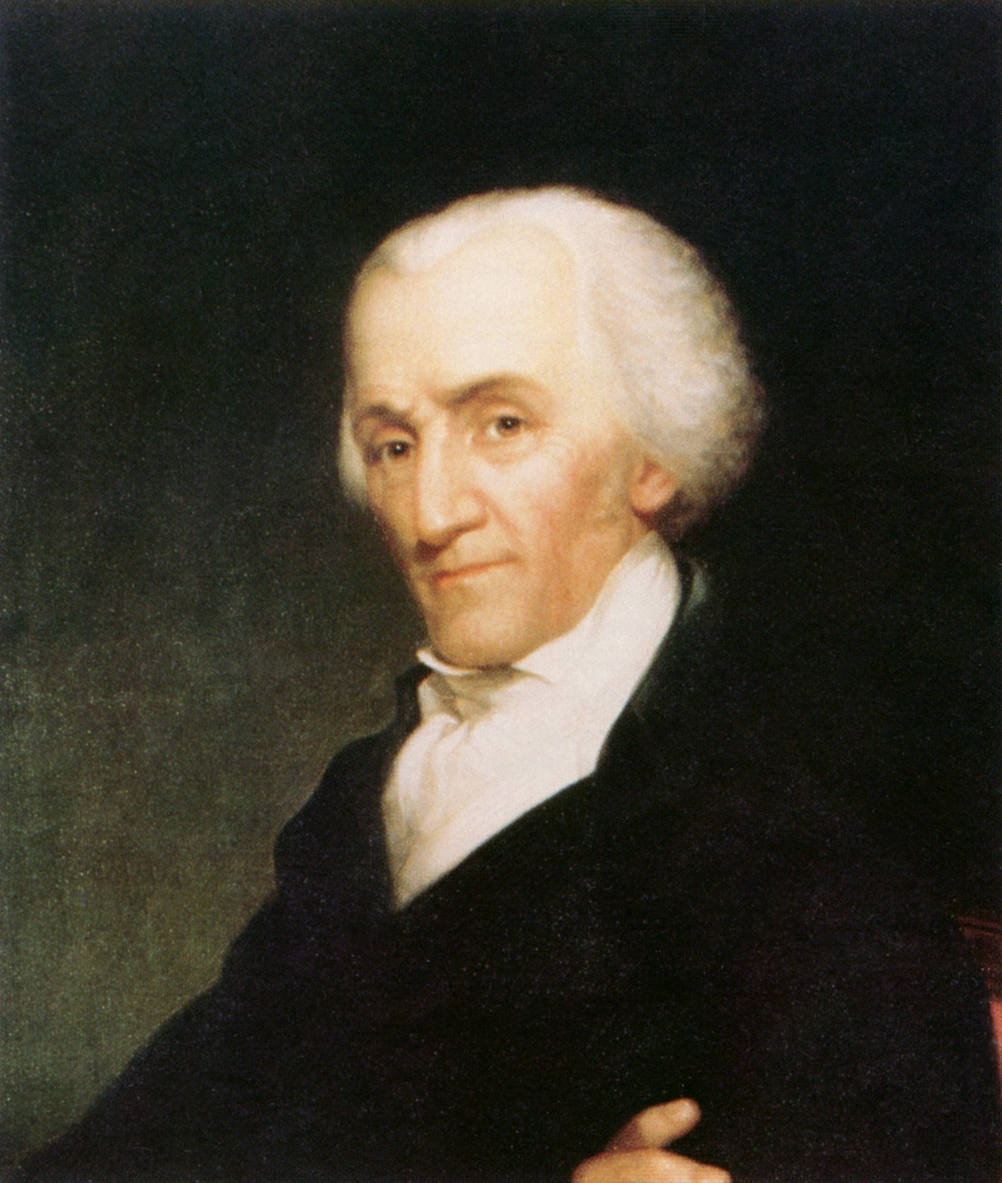
Elbridge Gerry

Marshall e Gerry arrivarono a Parigi (Pinckney era già in Europa) ai primi di ottobre e la commissione statunitense chiese immediatamente un incontro con Talleyrand. Dopo una breve udienza preliminare (durante la quale Talleyrand accettò solo provvisoriamente le credenziali dei commissari), una settimana più tardi si tenne un incontro più lungo. Talleyrand cominciò a prendere tempo, iniziando col chiedere ai commissari spiegazioni riguardo al discorso che Adams aveva fatto al Congresso in maggio, che aveva fortemente irritato i membri del Direttorio; la sua intenzione era quella di determinare quanto favorevolmente i commissari fossero disposti ai negoziati. Se essi si fossero espressi in maniera inappropriata, rifiutandosi di ricusarlo, il Direttorio non avrebbe accettato le loro credenziali. I commissari si aspettavano la pretesa di Talleyrand in quanto l'avevano precedentemente appresa il 14 ottobre attraverso un canale indiretto; decisero che nessuna spiegazione era dovuta ai francesi riguardo al discorso del loro presidente.
Quella che seguì fu una serie di incontri che ebbe luogo al di fuori dei canali diplomatici ufficiali. Il 17 ottobre, Nicholas Hubbard, un inglese che lavorava per una banca olandese utilizzata in Francia dagli statunitensi (e che in seguito sarebbe stato identificato come "W" nelle pubblicazioni ufficiali statunitensi relative all'affare), notificò a Pinckney che il barone Jean-Conrad Hottinguer, descritto da Hubbard come uomo d'onore, desiderava incontrarsi con lui. Pinckney accettò e i due uomini si riunirono la sera successiva. Hottinguer (poi identificato come "X") trasmise una serie di richieste francesi, che comprendevano tra l'altro la concessione di un grosso prestito a basso interesse al governo francese, il riconoscimento che la Francia non sarebbe stata ritenuta responsabile per i danni causati dai corsari francesi e il pagamento di una tangente di 50.000 sterline a Talleyrand. Pinckney riferì queste richieste agli altri commissari, mentre Hottinguer le ripeté a tutta la commissione, che rifiutò sdegnosamente le richieste, sebbene non fosse un mistero che i diplomatici di altre nazioni avessero pagato tangenti per accordarsi col ministro francese. Hottinguer introdusse quindi la commissione a Pierre Bellamy ("Y"), che si presentò come membro della cerchia più ristretta di Talleyrand e fu molto più esplicito esponendo in dettaglio le richieste del marchese, inclusa la previsione che «si dovessero pagare un sacco di soldi»; egli propose anche una serie di acquisti (a prezzi gonfiati) di moneta come mezzo attraverso il quale tale volume di denaro potesse essere scambiato clandestinamente. I commissari proposero d'inviare indietro uno di loro negli Stati Uniti per avere istruzioni su come dovessero comportarsi, a condizione che i francesi sospendessero i sequestri di navi americane; i negoziatori francesi però rifiutarono.
Poco dopo questi iniziali "bracci di ferro", Talleyrand inviò Lucien Hauteval ("Z") per incontrarsi con Elbridge Gerry. I due uomini si conoscevano per essersi già incontrati a Boston nel 1792. Hauteval rassicurò Gerry sulla sincerità di Talleyrand nella ricerca della pace e lo incoraggiò a continuare a mantenere aperti i negoziati informali. Anch'egli ribadì le richieste di un prestito e della tangente. Nel frattempo mutava lo scenario politico internazionale e, man mano che i francesi collezionavano vittorie militari, Talleyrand diventava sempre più audace nelle sue richieste, minacciando di ritorsioni militari gli Stati Uniti, se queste non fossero state soddisfatte. Una settimana più tardi, dopo la firma del trattato di Campoformio, che concludeva favorevolmente per la Francia la quinquennale guerra della Prima coalizione contro la maggior parte delle altre potenze europee, Hottinguer e Bellamy s'incontrarono nuovamente con la commissione. I due agenti di Talleyrand ripeterono le loro richieste originarie, accompagnate stavolta da minacce di una potenziale guerra d'invasione degli Stati Uniti, resa più credibile dal fatto che la Francia fosse almeno momentaneamente in pace sul fronte europeo. La risposta di Pinckney, riportata nel diario di Marshall del 27 ottobre, sarebbe diventata famosa: 
(Charles Cotesworth Pinckney)
Il 1º novembre i commissari decisero di rifiutare ulteriori negoziati attraverso canali non ufficiali. La pubblicazione in seguito dei dispacci che descrivevano questa serie di incontri avrebbe costituito la base per i successivi dibattiti politici che si sarebbero svolti di lì a poco negli Stati Uniti.

### Successivi negoziati

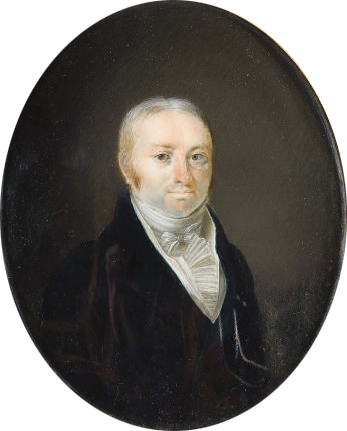
Jean-Conrad Hottinguer

I commissari scoprirono presto che non c'erano per loro altre strade aperte oltre quelle dei canali non ufficiali. Nel corso delle successive settimane Talleyrand inviò ancora una serie di negoziatori informali per incontrare e tentare di influenzare i commissari. Man mano però anche alcune delle vie informali vennero chiuse (Gerry, per esempio, informò Hauteval che si non sarebbero potuti più incontrare, in quanto quest'ultimo non godeva di alcuna autorità formale) o divennero più aggressive: il 30 ottobre Bellamy minacciò gli inviati con l'ira della potenza militare francese. Finalmente anche Talleyrand apparve personalmente nel novembre 1797 durante una cena, ma principalmente per rimproverare agli americani la loro riluttanza a soddisfare la richiesta della tangente.
Alla fine di novembre Talleyrand cominciò a manovrare per dividere Gerry dagli altri commissari: invitò ad una cena mondana il solo Gerry alla quale quest'ultimo, per continuare a mantenere aperto il dialogo, decise di partecipare. La questione accrebbe la diffidenza verso Gerry di Marshall e Pinckney, che pretesero garanzie affinché egli mantenesse durante l'incontro un basso profilo nelle sue dichiarazioni e limitasse il tenore di eventuali accordi che pensasse di concludere. Nonostante cercassero di rifiutare negoziati informali, tutti i commissari finirono comunque per avere incontri privati con alcuni dei negoziatori di Talleyrand.
I commissari alla fine si divisero sulla questione di portare ancora avanti o meno i negoziati informali: i federalisti Marshall e Pinckney si opposero ma Gerry rimase a favore. Questa divergenza fu presto chiara a Talleyrand, che nel gennaio del 1798 comunicò a Gerry che non avrebbe più tentato di accordarsi con Pinckney. A febbraio Talleyrand ottenne l'approvazione del Direttorio per un nuovo margine di contrattazione ma manovrò anche per escludere Marshall dai negoziati. Il cambio di strategia allarmò però la comunità dei residenti americani a Parigi, che lo interpretarono come il segnale della crescente possibilità di una guerra. In questo periodo Gerry, su insistenza di Talleyrand, iniziò a mantenere segreta agli altri commissari la sostanza delle loro riunioni.
Nel frattempo i testi dello sviluppo dei colloqui tra i commissari e tra i commissari e gli agenti di Talleyrand non raggiungevano ancora gli Stati Uniti e l'incertezza animò il dibattito politico per tutto l'inverno 1797-1798: il presidente Adams continuava a sollecitare presso il Congresso la linea dura contro la Francia e la necessità di una più potente difesa militare; tuttavia queste richieste continuavano a incontrare difficoltà nell'essere approvate a causa dell'opposizione dei membri repubblicani del Congresso, che alle porte della primavera del 1798 contavano ancora in una soluzione pacifica: 
(Thomas Jefferson, lettera a James Madison, 2 marzo 1798)

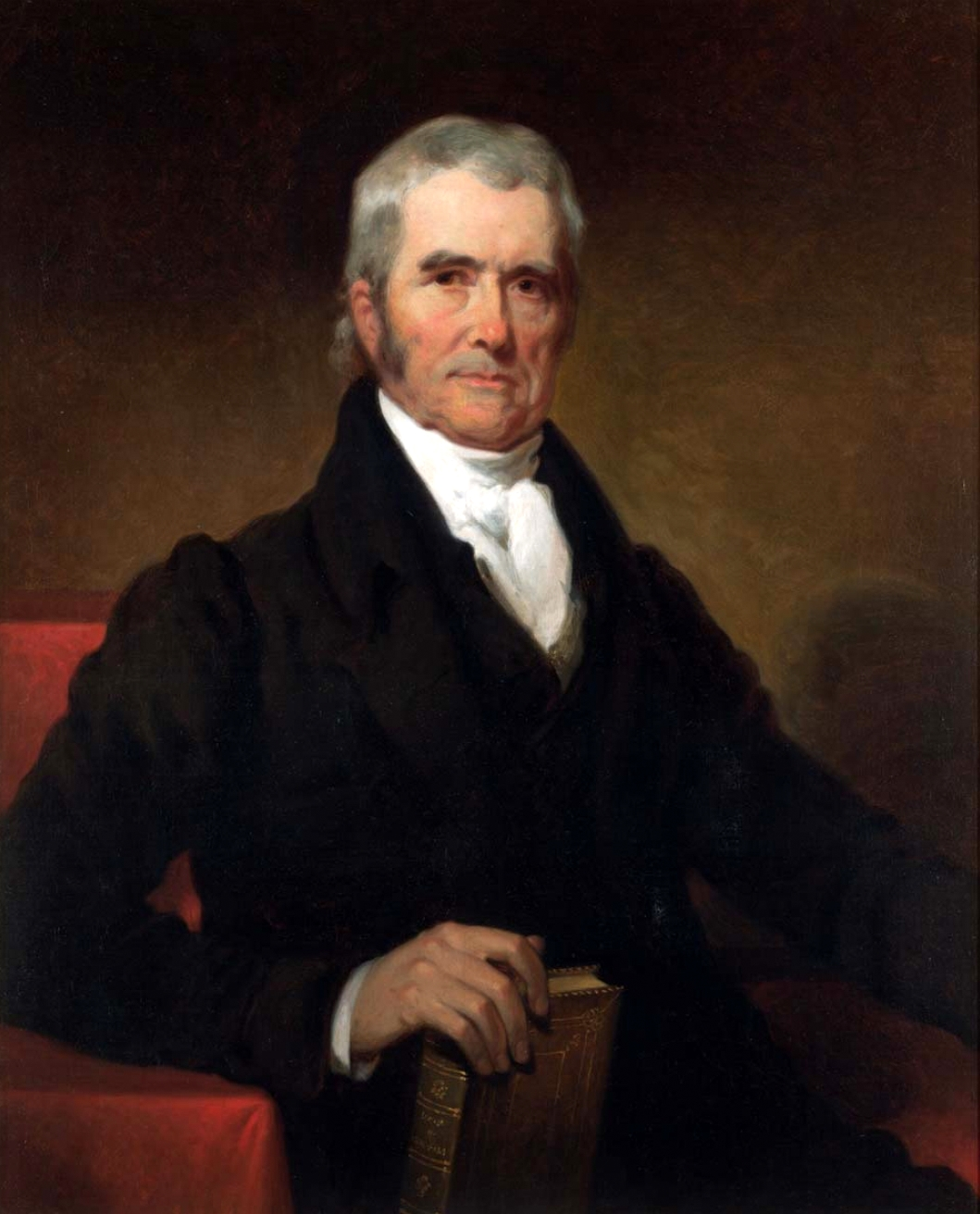
John Marshall

A marzo tutti e tre i commissari ebbero un nuovo incontro informale con Talleyrand, ma era ormai chiaro che le parti fossero a un punto morto; e questo nonostante il tardivo consenso di Talleyrand a far decadere la richiesta di un prestito. Entrambe le parti prepararono le dichiarazioni da inviare al di là dell'Atlantico rimanenendo sulle proprie posizioni, mentre Marshall e Pinckney, congelati i colloqui che Talleyrand avrebbe da questo momento condotto solo con Gerry, si prepararono a lasciare la Francia nel mese di aprile. La loro partenza venne ritardata a causa di una serie di trattative per la restituzione dei loro passaporti; al fine di ottenere vantaggi diplomatici, Talleyrand cercò di forzare Marshall e Pinckney a richiedere formalmente il loro ritorno in patria (cosa che gli avrebbe permesso di affermare in seguito che era stata loro la responsabilità di aver interrotto le trattative). Talleyrand alla fine si piegò, richiedendo formalmente la loro partenza.
Gerry aveva cercato di mantenere l'unità con i suoi colleghi commissari, ma gli fu comunicato da Talleyrand che se anche lui avesse lasciato la Francia, il Direttorio avrebbe colto il pretesto per dichiarare guerra. Gerry si trattenne quindi in Francia, protestando però contro la «scorrettezza di consentire ad un governo straniero di [scegliere] la persona con la quale dovrebbe negoziare». Tuttavia egli rimaneva ottimista e considerava irrealistica l'eventualità di una guerra, scrivendo a William Vans Murray, allora ambasciatore degli Stati Uniti in Olanda, che «nulla, se non la follia» avrebbe potuto indurre la Francia a dichiarare guerra. Gerry si rifiutò risolutamente di avviare con Talleyrand ulteriori negoziati di carattere sostanziale, accettando di rimanere solo fino a quando qualcuno con più autorità avrebbe potuto sostituirlo e scrisse al presidente Adams chiedendo assistenza per garantire la sua partenza da Parigi. Talleyrand infine inviò rappresentanti a L'Aia per riaprire i negoziati con William Vans Murray e Gerry finalmente poté fare ritorno in patria nel mese di ottobre del 1798.

## Conseguenze politiche e militari

### Reazioni negli Stati Uniti

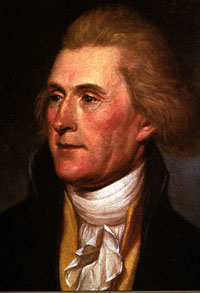
Thomas Jefferson, futuro 3º presidente degli U.S.A.

Mentre i diplomatici americani erano ancora in Europa, il presidente Adams cominciò a considerare le diverse opzioni in caso di fallimento della commissione diplomatica. I membri federalisti del suo gabinetto, nel clima di estrema incertezza, lo esortarono con insistenza a rafforzare la potenza militare della nazione, attraverso il reclutamento di un esercito di 20-24.000 uomini e l'acquisizione o la costruzione di vascelli da guerra per la marina. Il presidente però, in mancanza di notizie sostanziali dai commissari, non agì fino al 4 marzo 1798, quando i primi dispacci arrivati negli Stati Uniti rivelarono le richieste francesi e le tattiche di negoziazione. L'apparente fallimento della missione diplomatica della commissione fu debitamente segnalato al Congresso, anche se Adams tenne inizialmente segreti i particolari riguardo al cattivo trattamento subìto dai diplomatici (soprattutto la mancanza di riconoscimento delle credenziali e la richiesta della tangente), cercando di ridurre al minimo una reazione bellicosa da parte dei membri. Egli ribadì tuttavia le sue precedenti raccomandazioni riguardo alle misure da adottare per la tutela «dei nostri cittadini impegnati nella marineria e nel commercio», per «la difesa di qualsiasi parte esposta del nostro territorio», per «il reintegro dei nostri arsenali, e l'insediamento di fonderie e fabbriche militari» e la fornitura di efficienti mezzi e attrezzature atte a contrastare qualunque minaccia alle entrate economiche, che potesse essere provocata da saccheggi al commercio statunitense.
Il 19 marzo decise di fare un passo concreto per la difesa revocando una legge promulgata da George Washington, che vietava di armare le navi mercantili private americane; Jefferson si oppose contestando la costituzionalità di questo ordine, dato senza la preventiva approvazione del Congresso, definendo inoltre il discorso di Adams folle e non dissimile da una dichiarazione di guerra. In risposta al presidente, i membri repubblicani della Camera dei rappresentanti (chiamata più frequentemente The House) inviarono tre risoluzioni, dette "risoluzioni di Sprigg", dal nome del rappresentante del Maryland Richard Sprigg, Jr., che le propose; la prima di queste risoluzioni presumeva che, nelle condizioni attuali, non fosse opportuno per gli Stati Uniti ricorrere a una guerra contro la repubblica francese; la seconda che l'armamento delle navi mercantili dovesse essere limitato; mentre la terza ammetteva che la costa dovesse essere fortificata.
Il gabinetto del presidente si divise: il tenore generale era di ostilità verso la Francia, con il Procuratore generale Charles Lee e il Segretario di Stato Timothy Pickering apertamente a sostegno di una dichiarazione di guerra; i leader democratico-repubblicani credevano invece che Adams avesse esagerato la posizione francese perché cercava la guerra o addirittura che le parti cifrate dei dispacci contenessero le prove che la Francia fosse pronta a negoziare. Sicuramente tutti i membri del Congresso di una parte o dell'altra erano compatti nel pretendere la decrittazione e la libera pubblicazione dei dispacci diplomatici dei commissari. La stessa stampa repubblicana (tra cui il noto giornalista scandalistico James T. Callender) pretese la piena divulgazione dei dispacci.

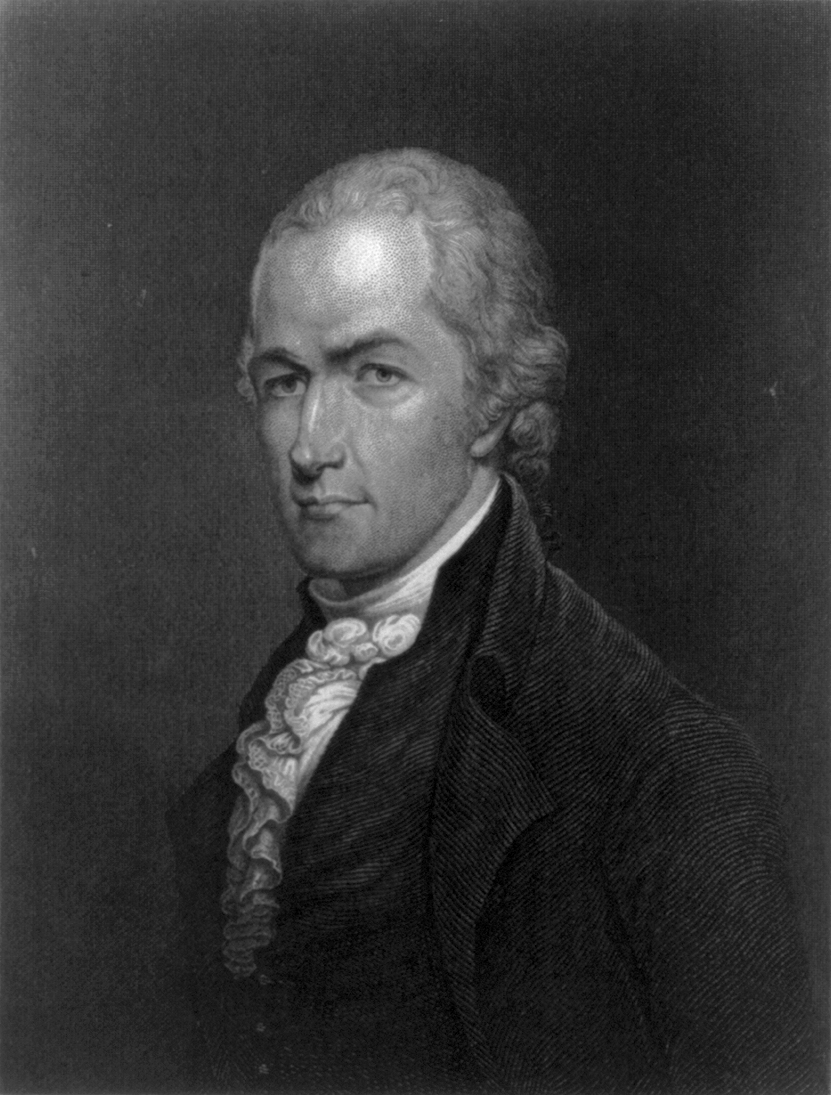
Alexander Hamilton

Entro il 2 aprile alla Camera fu proposta una risoluzione per chiedere ad Adams di pubblicare i dispacci nella loro interezza. Questa fu approvata facilmente perché i federalisti avevano appreso che erano fortemente dannosi per l'immagine della Francia. Adams accettò subito perché sapeva che la decrittazione dei dispacci avrebbe favorito la sua causa di una corsa a una forte difesa nazionale e che i commissari statunitensi erano ormai al sicuro fuori dalla Francia e da eventuali rappresaglie. Il 3 aprile il presidente inviò tutti i documenti richiesti e, in aggiunta, anche alcuni dei successivi dispacci man mano arrivati, documentando il racconto della negoziazione fin dall'inizio dell'anno; alla fine nulla fu mantenuto segreto, eccetto i nomi e le descrizioni di Hottinguer e Bellamy, ai quali i commissari avevano fatto giuramento di segretezza, e il nome di Hauteval, l'intermediario di Talleyrand con Gerry, per timore che la sola menzione di questi, anche se non aveva ricevuto alcuna promessa di segretezza, potesse comunque portare alla scoperta degli altri due. I nomi dei tre principali agenti francesi coinvolti furono quindi celati e sostituiti dalle lettere X, Y e Z. L'utilizzo di queste lettere per il mascheramento dei nomi reali fece sì che da quel momento l'incidente diventasse immediatamente noto come l'"affare XYZ".
Il presidente richiese al Congresso che in prima battuta questi documenti fossero discussi a porte chiuse, ma lasciò alla discrezione di ogni camera la decisione di pubblicarli o meno, secondo come ritenessero più opportuno. Com'era prevedibile, anche i membri più moderati e gli stessi repubblicani filo-francesi rimasero inorriditi dalla lettura dei documenti; il Senato votò rapidamente a favore della pubblicazione dei dispacci e questi finirono sui giornali.
La pubblicazione dei dispacci produsse esattamente la reazione che Adams temeva. I federalisti invocarono nuovamente la guerra e i democratico-repubblicani, dopo aver male interpretato i motivi per i quali Adams volesse mantenere il segreto, rimasero senza argomenti efficaci contro i loro bellicosi avversari. Il sentimento anti-francese nell'opinione pubblica americana esplose e ingigantì l'appoggio alla guerra contro la Francia che, sostenuto da Hamilton e dai federalisti al grido: "Milioni per la difesa, ma non un solo centesimo per il tributo!", si diffuse attraverso tutti i giornali e gli opuscoli statunitensi. Lo stesso Jefferson fu costretto ad ammettere, nella sua corrispondenza privata con Madison del 6 aprile 1798, che «le prime impressioni» derivanti da questi documenti erano state «molto spiacevoli e confuse», e che gli argomenti usati dagli agenti segreti di Talleyrand «erano alquanto indegni di una grande nazione (se si fossero dovuti imputare ad essa), e calcolati per eccitare il disgusto e l'indignazione negli americani in generale, e in particolare l'alienazione nei Repubblicani, che avevano finora sbagliato nel supporre che la loro prima passione fosse l'attaccamento alla Francia e l'odio verso il partito Federalista, e non l'amore verso il loro paese». Ma, aggiungeva, «questi documenti non offrono un solo motivo di più per cui si debba entrare in guerra».
I repubblicani dovettero accantonare le risoluzioni di Sprigg e il Congresso approvò rapidamente diversi emendamenti per uno stanziamento di $ 800.000 per l'acquisto o la locazione di fonderie per cannoni, armi e magazzini militari, uno di $ 950.000 per l'armamento di navi da guerra e per la gestione degli affari navali e ulteriori $ 250.000 furono stanziati per la fortificazione dei principali porti; fu anche creato un secondo reggimento di artiglieria e fu autorizzata la creazione di un esercito temporaneo di 20.000 uomini in armi. Il 27 aprile 1798 il Congresso autorizzò il presidente a costruire, acquistare o noleggiare fino a 12 navi, armate con non più di 22 cannoni ciascuna e commissionò 1000 navi corsare per la difesa contro le ostilità francesi, il 30 aprile istituì il Dipartimento della Marina degli Stati Uniti e nel giro di pochi mesi diverse altre navi furono acquistate e trasformate in navi da guerra. Nonostante le pressanti richieste di una formale dichiarazione di guerra, Adams si oppose però fermamente al richiederne una al Congresso.
Il 7 luglio 1798 il Congresso rescisse i trattati con la Francia, dando ufficialmente inizio alla "quasi-guerra"; due giorni dopo autorizzò le navi da guerra americane a «sottomettere, sequestrare e prendere possesso di qualsiasi nave francese armata, che dovesse essere trovata entro i limiti giurisdizionali degli Stati Uniti, o altrove, in alto mare». Il 16 luglio il presidente statunitense autorizzò la costruzione e il varo di sei nuove fregate. Jefferson, dal canto suo, deprecò fino all'ultimo l'utilizzo dell'affare XYZ per fini politici, sostenendo che non fosse poi così sicuro che il Direttorio conoscesse e sostenesse le trame di Talleyrand. In realtà, sebbene i democratico-repubblicani dipingessero i federalisti come falchi guerrafondai che cercavano di minare la democrazia e il sistema federale della repubblica con mezzi militari, questi rimanevano comunque divisi sulla questione della guerra.

#### "Regno delle streghe" e Alien and Sedition Acts
Mentre le navi da guerra della neonata United States Navy iniziavano a pattugliare la costa meridionale degli Stati Uniti fino ai Caraibi, alla ricerca di navi francesi, lo scontro politico s'inasprì. I federalisti utilizzarono presto i dispacci per mettere in discussione la lealtà alla nazione dei democratico-repubblicani; nonostante infatti lo scandalo dell'affare XYZ e la quasi guerra avessero incitato un sentimento francofobico nella maggioranza del popolo statunitense, i jeffersoniani rimanevano filo-francesi ed estremamente critici verso l'amministrazione federalista, che accusavano dal canto loro di stare sviluppando un governo centralizzato con pericolose derive tiranniche ed autoritarie. Secondo Adams, infatti, la nazione stava affrontando gravi pericoli dall'estero ed era quindi necessario un ridimensionamento delle libertà civili. Questo atteggiamento contribuì al passaggio tra il giugno e il luglio del 1798 degli Alien and Sedition Acts, che limitavano i movimenti e le azioni dei cittadini stranieri, consentendo di fatto al presidente d'imprigionarli o deportarli se ritenuti pericolosi per la sicurezza nazionale, e imponevano un rigido controllo sul diritto di riunione e di opinione dei cittadini statunitensi, punendo chiunque criticasse a voce o per iscritto l'operato del presidente, del Congresso o del governo federale. I Repubblicani considerarono questi atti una violazione del Primo emendamento della Costituzione degli Stati Uniti d'America, e tutti gli arrestati e condannati furono della parte repubblicana. Fu quello che Jefferson definì il reign of witches (il "regno delle streghe") nella sua famosa lettera a John Taylor del 4 giugno 1798: 
(Thomas Jefferson)
I federalisti, d'altra parte, erano più o meno a ragione sospettosi riguardo a quelle che erano ritenute eccessive affinità del partito democratico-repubblicano verso la Francia soprattutto perché, nei dispacci diffusi durante la vicenda XYZ, l'agente "Y" (Bellamy) si era vantato nei suoi colloqui con Gerry dell'esistenza di un fantomatico partito "francese" in grado d'influenzare la politica americana. Al suo ritorno negli Stati Uniti lo stesso Elbridge Gerry fu relegato in una posizione molto difficile. I federalisti, spinti dai resoconti di John Marshall riguardo ai loro disaccordi durante la missione diplomatica in Francia, lo criticarono accusandolo di aver favorito la rottura dei negoziati. Agli attacchi verbali duri e partigiani seguirono anche esplicite minacce alla sua famiglia e Gerry alla fine si rivolse contro il partito federalista, unendosi ai democratici-repubblicani nel 1800.

### Reazioni in Francia
Quando la notizia della pubblicazione dei dispacci e delle conseguenti reazioni ostili negli Stati Uniti raggiunse la Francia, la risposta nel governo fu furiosa. Talleyrand fu chiamato a rendere conto del suo ruolo nella vicenda presso il Direttorio. Egli negò ogni associazione con i negoziatori informali chiamando Gerry a testimoniarlo, una sciarada cui Gerry accettò di partecipare per opportunità diplomatiche. In cambio Talleyrand confermò privatamente a Gerry che gli agenti erano in realtà al suo servizio e che erano, contrariamente alle dichiarazioni fatte al Direttorio, interessati a perseguire la riconciliazione. Il Presidente Adams scrisse in seguito che la confessione di Talleyrand a Gerry era stata significativa nella sua successiva decisione di proseguire gli sforzi per mantenere la pace. Gerry, nella sua relazione privata del 1799 sulle politiche di Adams, rivendicò la centralità del suo ruolo nel mantenimento della pace e nell'aver influenzato significativi cambiamenti nella politica francese al fine di diminuirne l'ostilità verso gli Stati Uniti che, infine, aveva portato ad un trattato di pace.
L'atteggiamento bellicoso degli Stati Uniti e l'inizio della quasi-guerra convinsero Talleyrand che aveva sbagliato i suoi calcoli nei rapporti con i commissari. In risposta alle aperture diplomatiche fatte a William Vans Murray a L'Aia, il presidente Adams inviò nel 1799 una commissione in Francia che negoziò la fine delle ostilità con la convenzione del 1800 (o trattato di Mortefontaine). I negoziati furono in parte gestiti da Marshall, allora Segretario di Stato. Questo accordo fu stipulato con il Primo console Napoleone Bonaparte, che aveva rovesciato il Direttorio durante il colpo di Stato del 18 brumaio nel novembre 1799, e fu ratificato dal Senato degli Stati Uniti nel dicembre 1801.

### Pubblicazioni
- (EN) E. Wilson Lyon, The Franco-American Convention of 1800, in The Journal of Modern History, Volume 12, N. 3, Settembre 1940, JSTOR 1874761.
- (EN) Thomas Ray, 'Not One Cent for Tribute': The Public Addresses and American Popular Reaction to the XYZ Affair, 1798–1799, in Journal of the Early Republic, Volume 3, No. 4, 1983, JSTOR 3122881.
- (EN) William Stinchcombe, The Diplomacy of the WXYZ Affair, in William and Mary Quarterly, 34:590–617, ottobre 1977, JSTOR 2936184.